# Barbus altianalis
Barbus altianalis (лат.) — вид карповых рыб из рода барбусов. Является крупной пресноводной рыбой. Научное описание вида впервые дано Джорджем Буленджером в 1900 году.
В Уганде рыбу называют «энзугули», в Руанде — «инквекве», в Кении — «фуани».

## Описание
Плавники Barbus altianalis имеют следующую формулу: спинной 9—11 лучей, хвостовой — 5—6 лучей. Задние усики длиннее. Сильно выраженные губы. Самый крупный экземпляр, выловленный из озера Киву, весил 8 килограммов и имел длину 110 сантиметров.

## Ареал
Barbus altianalis является эндемиком Восточной Африки в местах, прилегающих к области тектонического разлома африканской плиты, обитает в озере Виктория и реках его водосборного бассейна, в озёрах Эдуард, Джордж, Кьога и Киву, а также в реке Рузизи (хотя не встречен в озере Танганьика), в верхнем и среднем течении реки Кагера. Обитает в реках и озёрах Кении, Танзании, Руанды, Бурунди, Уганды и Конго.

## Образ жизни
Barbus altianalis предпочитает водоёмы с песчаным или гравийным дном. Молодняк держится в реках, взрослые особи живут в реках и озерах. Всеяден. Взрослые особи питаются моллюсками, личинками насекомых, ракообразными и мелкими рыбами. Растительной пищей в основном кормится молодняк. Откладывает икру.

## Статус
Barbus altianalis является объектом любительской и спортивной рыбалки, особенно в области вокруг реки Кагера.
Широкое распространение из-за экологической приспособляемости рыбы и её всеядных привычек, не даёт оснований для опасений за судьбу вида. Локальное снижение численности происходит в связи с эрозией почв после вырубки леса, что ведёт к увеличение мутности рек и нарушению жизнедеятельности водных растений, которыми кормится молодняк. Также негативно на общей численности вида может сказаться неконтролируемый рост рыболовства на реке Кагера, поскольку Barbus altianalis принадлежит к медленно растущим видам, и требует относительно больший срок для достижения половой зрелости.